# Contrafort (revistă)

Antetul revistei

Contrafort este o revistă lunară a tinerilor scriitori din Republica Moldova, lansată în octombrie 1994. Apare la Chișinău și este editată cu sprijinul Institutului Cultural Român.

## Descriere
Ca exponent al postmodernismului moldovenesc, Contrafort se prezintă ca o revistă de literatură și dialog intelectual, care se adresează unui public elevat, interesat de literatura română și universală contemporană. Revista publică poezie, proză, critică literară, comentarii pe teme de teatru, film și arte vizuale, dezbateri în jurul unor subiecte de mare actualitate, interviuri cu personalități ale vieții culturale și științifice, anchete, studii, eseuri, informații despre ultimele apariții editoriale din spațiul românesc și din străinătate.
În revistă au semnat de-a lungul vremii importante figuri culturale din România, Republica Moldova sau alte țări europene. Din colegiul de redacție fac parte Vasile Gârneț, Vitalie Ciobanu și Grigore Chiper. 